# 辛仙椿
辛仙椿（1900年8月3日—1983年1月26日），字弗塵，湖南省澧县人。中央陸軍軍官學校步兵科肄業、早稻田大學經濟科畢業，曾任國民大會候補代表、光復大陸設計研究委員會委員、臺灣省立虎尾中學校長、陸軍官校政治教官、三民主義青年團幹部。

## 生平
辛仙椿是湖南省澧县觀音庵人，出生於1900年8月3日，家庭富裕。幼時曾進入族叔松山塾館就學，後考入澧縣縣立中學就讀四年。1925年考入武漢中山大學（今武漢大學），畢業後於1927年2月考入中央軍事政治學校武漢分校政治科，同年7月軍校政治大隊潰散後，隨之遷移到南京復學。次年4月考入南京中央陸軍軍官學校第六期第一總隊步兵科，1929年肄業，奉派赴日本早稻田大學修習經濟科四年。歸國後歷任中國國民黨湖南澧縣黨部執行常務委員、主任委員，長沙明德中學、兌澤中學（今長沙市第六中學）英文教員，陸軍官校特別人員訓練班政治部主任。陸官特別人員訓練班任職期間，著有《國父遺教述要》、《國民經濟建設要論》二書，廣為當時大學、中央訓練團政治訓練採用為教材。:235
第二次中日戰爭期間，辛仙椿擔任過國民政府軍事委員會南岳游擊幹部訓練班政治教官、中央陸軍軍官學校政治總教官、中央政治學校大學部教授、中央陸軍軍官學校政治部主任，及軍事委員會高級參謀、戰時青年訓導團東南分團主任、總團部教務長。:235-236戰爭結束後擔任過中國國民黨青年部宣傳處處長、三民主義青年團中央團部視導室主任及行政院青年失学就业辅导委员会主任秘书，並獲頒忠勤勳章（1945年10月）、抗战胜利勋章（1946年5月）:235-236。辛在投身黨政教育時所培育者，含張寶樹、劉真等知名人士:1163。1947年當選湖南省澧縣第一屆中華民國國民大會代表:1161，為候補。
1949年隨同中華民國政府遷臺後，接任救國團臺灣臺南直屬分團支隊長（後稱主任委員），1954年1月起兼任光復大陸設計研究委員會（光復會）委員。:236他也先後擔任臺灣省立臺南高級工業職業學校（今國立臺南高級工業職業學校）、臺灣省立屏東中學（今國立屏東高級中學）校長。1955年8月，臺灣省立虎尾中學校長金樹榮調任屏東中學，辛始奉臺灣省政府教育廳令，以互調方式，接任虎尾中學校長。因為是國大代表、光復會委員兼任校長職，故不支領薪水。:1162
虎中校長任內，該校的升學率大幅上升，因此獲得國立台灣大學、臺灣師範大學、國立中興大學、國立中央大學等校保送名額。:1162辛仙椿受省教育廳廳長陳雪屏倚重，當時地方選舉常常被推舉為選監小組領導人，中國國民黨的校內黨務及縣內鄉、鎮黨部間聯繫亦多由其指揮。1961年初，辛仙椿出席臺灣省立虎尾女子中學校長曹金英家宴，晚間徒步返家途中脑血栓突然發作，倒在路旁，路人發現後送至若瑟醫院急救，由虎中同事輪流照護，辛因而於1962年退休。退休後，同年又協助虎尾地方熱心教育人士陳文炎、殷愛吾、戴進等人，籌辦並建立今天的雲林縣私立揚子高級中學，辛並於1965年至1970年間任該校董事長。:11631983年1月26日在臺北榮民總醫院病逝:236。
辛仙椿與其妻育有長子辛業泉，與他一樣投身教育界。兩人並領養有一女慕玉。